# Jamie Gillis
Jamie Gillis (født James Ira Gurman) (20. april 1943 – 19. februar 2010) var en amerikansk pornoskuespiller, der mest er kendt for sine BDSM-scener, men som også lavede mange mere almindelige sexscener i utallige pornofilm. Han har den mandlige hovedrolle i Radley Metzgers The Opening of Misty Beethoven (1976), der ofte nævnes som verdens bedste pornofilm. Han har også lavet en enkelt bøssescene, i Gerard Damianos The Story of Joanna (1975).
Han blev født i New York, og optrådte i mere end 470 film, og instruerede en del voksenfilm.
Han døde den 19. februar 2010 i New York på grund af modermærkekræft.